# Parti populaire de Navarre
Le Parti populaire de Navarre (en espagnol : Partido Popular de Navarra, PPN) est la fédération territoriale du Parti populaire (PP) en Navarre.
Issu de l'Alliance populaire (AP), le PPN cesse d'exister en 1991 au profit de l'Union du peuple navarrais (UPN), qui devient la référente du PP en Navarre. La direction nationale recrée le PPN dix-sept ans plus tard, en raison d'un désaccord stratégique au Congrès des députés. Après deux participations électorales régionales marquées par de faibles résultats, le PPN s'associe à l'UPN et Ciudadanos (Cs) dans la coalition Navarra Suma (NA+), puis reprend son autonomie en 2022.

## Histoire

### Intégration dans l'UPN
Le 25 mars 1991, le président du Parti populaire (PP) José María Aznar et le président de l'Union du peuple navarrais (UPN) Jesús Aizpún signent à Pampelune le pacte de fusion des deux formations, qui conduit à la disparition du PP dans la communauté forale de Navarre et son intégration dans l'UPN.

### Rupture avec l'UPN et refondation
Le président du PP Mariano Rajoy annonce le 28 octobre 2008 son intention de recréer le Parti populaire de Navarre, en conséquence de la rupture entre le PP et l'UPN sur l'adoption du projet de loi de finances pour 2009 présenté par le gouvernement socialiste espagnol, l'UPN prônant l'abstention de ses députés — intégrés au sein du groupe populaire au Congrès — et le PP ayant décidé de voter contre. Dans la semaine qui suit, quatre des six parlementaires de l'UPN — un député, deux sénateurs et l'unique député européen — renoncent à leur condition de militant au sein de celle-ci et adhèrent au Parti populaire, étant imités par plusieurs ex-élus municipaux. Le Ve congrès régional, qui acte la refondation du PPN, est convoqué à Pampelune en décembre 2009.

## Présidents
| Titulaire                                                        | Dates                                                        | Fonction                                                                                    |
| ---------------------------------------------------------------- | ------------------------------------------------------------ | ------------------------------------------------------------------------------------------- |
| Jaime Ignacio del Burgo (es),                                    | 20 février 1989 – 25 mars 1991 (2 ans, 1 mois et 5 jours)    | Président de la Députation forale (1979-1980 ; 1984)                                        |
|                                                                  |                                                              |                                                                                             |
| José Ignacio Palacios Président de la commission de coordination | 4 novembre 2008 – 13 décembre 2009 (1 an, 1 mois et 9 jours) |                                                                                             |
| Santiago Cervera (es)                                            | 13 décembre 2009 – 12 mai 2012 (2 ans, 4 mois et 29 jours)   | Conseiller à la Santé (1996-2003) Quatrième secrétaire du Congrès des députés (2011-2012)   |
| Enrique Martín (es),                                             | 12 mai 2012 – 28 juillet 2014 (2 ans, 2 mois et 16 jours)    |                                                                                             |
| Pablo Zalba                                                      | 29 juillet 2014 – 25 mars 2017 (2 ans, 7 mois et 24 jours)   |                                                                                             |
| Ana Beltrán (es)                                                 | 25 mars 2017 – 4 décembre 2022 (5 ans, 8 mois et 9 jours)    | Porte-parole du groupe parlementaire (2011-2019) Vice-secrétaire générale du PP (2019-2022) |
| Javier García                                                    | depuis le 4 décembre 2022 (2 ans, 7 mois et 18 jours)        | Député au Parlement de Navarre (depuis 2019)                                                |

## Résultats électoraux

### Parlement de Navarre
| Année | Chef de file          | Voix         | %            | #            | Sièges | Gouvernement |
| ----- | --------------------- | ------------ | ------------ | ------------ | ------ | ------------ |
| 2011  | Santiago Cervera (es) | 23 551       | 7,29         | 5e           | 4 / 50 | Opposition   |
| 2015  | Ana Beltrán (es)      | 13 289       | 3,93 ()      | 6e ()        | 2 / 50 | Opposition   |
| 2019  | José Javier Esparza   | Navarra Suma | Navarra Suma | Navarra Suma | 2 / 50 | Opposition   |
| 2023  | Javier García         | 24 019       | 7,28         | 5e           | 3 / 50 | Opposition   |

## Identité visuelle

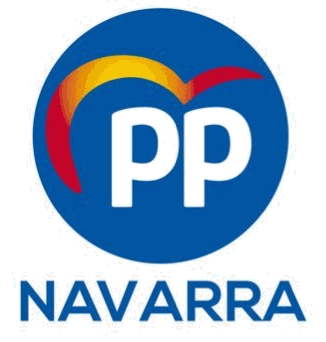
Logo de 2019 à 2022.
Logo depuis 2022.